# Viktoria Li
Anna Viktoria Flodh Li, född Flodh den 2 april 1968 i Solna, är en svensk diplomat.
Li har en juris magisterexamen från Stockholms universitet, en forskarexamen i internationella relationer från Amsterdam School of International Relations och en magisterexamen i barnets rättigheter från Fribourguniversitetet.
Li började arbeta på Utrikesdepartementet 1995 och har varit stationerad vid ambassaderna i Peking, Rom, Zagreb och vid EU-representationen i Bryssel. Hon var åren 2012–2016 generalkonsul i Shanghai och 2016–2020 Sveriges ambassadör i Tjeckien. Mellan 2020 och 2024 arbetade Li som kommunikationschef på Utrikesdepartementet, innan hon 2024 utsågs till Sveriges ambassadör i Japan.
Li har varit gift med den kinesisk-svenske poeten Li Li.